# If You Want Blood You’ve Got It
If You Want Blood You've Got It – pierwszy album koncertowy australijskiego zespołu AC/DC, oryginalnie wydany 13 października 1978 roku. Autorami wszystkich utworów są Angus Young, Malcolm Young, i Bon Scott.
Koncert został nagrany 30 kwietnia 1978 r. w Apollo Theatre w Glasgow, Szkocja, podczas trasy koncertowej Powerage Tour, i zawiera utwory z albumów T.N.T., Dirty Deeds Done Dirt Cheap, Let There Be Rock, i Powerage. Jest to ostatni album AC/DC za czasów Bona Scotta, którego produkcją zajęli się Harry Vanda i George Young, którzy byli także producentami wszystkich poprzednich albumów AC/DC.

## Lista utworów
| 1.  | "Riff Raff" (Powerage)                             | 5:58  |
|     |                                                    |       |
| 2.  | "Hell Ain't a Bad Place to Be" (Let There Be Rock) | 4:10  |
|     |                                                    |       |
| 3.  | "Bad Boy Boogie" (Let There Be Rock)               | 7:26  |
|     |                                                    |       |
| 4.  | "The Jack" (T.N.T.)                                | 5:49  |
|     |                                                    |       |
| 5.  | "Problem Child" (Dirty Deeds Done Dirt Cheap)      | 4:36  |
|     |                                                    |       |
| 6.  | "Whole Lotta Rosie" (Let There Be Rock)            | 4:08  |
|     |                                                    |       |
| 7.  | "Rock 'n' Roll Damnation" (Powerage)               | 3:40  |
|     |                                                    |       |
| 8.  | "High Voltage" (T.N.T.)                            | 5:04  |
|     |                                                    |       |
| 9.  | "Let There Be Rock" (Let There Be Rock)            | 8:32  |
|     |                                                    |       |
| 10. | "Rocker" (T.N.T.)                                  | 3:12  |
|     |                                                    |       |
|     |                                                    | 52:35 |
|     |                                                    |       |
W nawiasach wymienione są albumy z których oryginalnie pochodzi dany utwór. Kompozytorami wszystkich utworów są Angus Young, Malcolm Young i Bon Scott.

## Zapis wideo
Koncert został w całości nakręcony jako film, ale cały zapis nigdy nie został wydany. Jedynie zapisy utworów "Riff Raff" oraz "Fling Thing/Rocker" zostały wydane, jako część DVD zespołu z 2005 r., The Family Jewels, a na DVD z 2007 Plug Me In zostały zamieszczone utwory "Rock'n'Roll Damnation," "Dog Eat Dog," "Let There Be Rock," oraz "Bad Boy Boogie" (ten ostatni tylko w wersji kolekcjonerskiej).

## Twórcy

### Wykonawcy
- Angus Young – gitara prowadząca
- Malcolm Young – gitara rytmiczna
- Bon Scott – śpiew
- Phil Rudd – perkusja
- Cliff Williams – gitara basowa

### Produkcja
- Producenci: Harry Vanda, George Young